# Feminisme materialista
El feminisme materialista destaca al capitalisme i al patriarcat com a punts centrals per entendre l'opressió a la dona. Per al feminisme materialista, el gènere és vist com una construcció social, és a dir, els rols de gènere són forçats per la societat. Un exemple seria el fet que les dones hagin de tenir fills.
La visió ideal del feminisme materialista és una societat en la qual les dones són tractades social i econòmicament igual que els homes. La teoria està més centrada en el canvi social que en buscar una transformació dins del sistema capitalista. Jennifer Wicke defineix el feminisme materialista com «un feminisme que insisteix en examinar les condicions materials sota les quals acords socials, incloent aquells de jerarquia de gènere es desenvolupen […] El feminisme materialista evita veure aquesta (jerarquia de gènere) com l'efecte d'un singular […] sinó com l'efecte de la xarxa de relacions socials i psíquiques que configuren un moment material històric». Wicke declara que «...El feminisme materialista argumenta que les condicions materials de totes les classes juguen un rol vital en la producció social del gènere i analitza les diferents maneres en què les dones col·laboren i participen en aquestes produccions».
El feminisme materialista també considera com dones i homes de diverses carreres i ètnies, es troben mantingudes en el seu estat econòmic més baix a causa d'un desequilibri de poder que beneficia als qui ja són privilegiats, protegint així l'statu quo d'aquests últims. Feministes materialistes qüestionen si les persones tenen accés a una educació lliure, si poden seguir els seus camins professionals, si tenen accés o oportunitat per fer-se rics, i si no, quines restriccions econòmics o socials els impedeixen fer-ho, i com això pot ser canviat.

## Història
El terme de feminisme materialista va sorgir a la fi dels anys 70 i està associat amb pensadores clau, com Rosemary Hennessy, Stevi Jackson i Christine Delphy.
Rosemary Hennessy localitza la història del feminisme materialista amb el treball de feministes franceses i britàniques, les quals van preferir el terme feminisme materialista al de feminisme marxista. Des del seu punt de vista, el marxisme va haver de ser alterat per ser capaç d'explicar la divisió sexual del treball. El marxisme era, doncs, inadequat a causa del seu biaix de classe i enfocament en la producció. El feminisme era també problemàtic degut al seu concepte esencialista i idealista de la dona. El feminisme material emergeix aleshores com a substitut positiu a tots dos: marxisme i feminisme, i assenyala la distribució desigual dels recursos socials.
El feminisme material és en part originat pel treball de feministes franceses, particularment Christine Delphy. Delphy creia que hi havia dos modes de producció en la nostra societat: l'industrial i el domèstic. El primer permet l'explotació capitalista, mentre que el segon permet l'explotació familiar i patriarcal. Ella argumentava que el materialisme és l'única teoria de la història que contempla l'opressió com una realitat bàsica en la vida de les dones. Declara que per això, dones i tots els col·lectius oprimits necessiten del materialisme per investigar la seva situació. Per Delphy "començar per l'opressió defineix una aproximació materialista, l'opressió és un concepte materialista". Per a ella, el mode domèstic de producció era el lloc d'explotació patriarcal i la base material de l'opressió de les dones. Delphy va argumentar també que el matrimoni és un contracte laboral que proporciona als homes el dret a explotar a les dones.
La Gran Revolució Domèstica de Dolores Hayden és un assaig de referència per al feminisme materialista. Hayden descriu el feminisme materialista en aquell temps com una reconceptualizació de la relació entre l'espai de llar privada i espai públic, presentant opcions col·lectives per treure la "càrrega" de les dones en relació amb el treball de la llar, la cuina, i altres treballs domèstics tradicionals femenins.

## Relació amb el feminisme marxista
El feminisme marxista està centrat investigar i explicar de quines formes les dones són oprimides a través de sistemes de capitalisme i propietat privada. Com ja ha estat comentat anteriorment, el feminisme materialista va ser desenvolupat com una millora al marxisme, en percebre que el feminisme marxista fallava en assenyalar la divisió de treball, especialment en la llar. El concepte actual té les seves arrels en el feminisme socialista i marxista; Rosemary Hennessy i Chrys Ingraham, editores de Materialist Feminism: A Reader in Class, Difference, and Women's Lives, descriuen el feminisme materialista com la "conjunció de diversos discursos—materialisme històric, feminisme radical i marxista, així com teories postmodernistas i psicoanalítiques del significat i la subjectivitat".

## Aproximacions interseccionals
El feminisme materialista ha estat criticat per assumir l'opressió universal de totes les dones. Pel fet de centrar-se en les relacions capitalistes combinades amb el patriarcat, es diu que el feminisme materialista falla en incloure a dones de diferents classes socials, sexualitats i ètnies. Per exemple, Hazel Carby va desafiar les anàlisis feministes materialistes de la família, les quals assenyalen la família com a subjecte universalment opressors de totes les dones. Carby va apuntar com els valors de la família són diferents per a homes i dones negres, com també com la divisió de treball és racializada.
En els últims anys, el pensament feminista materialista ha intentat centrar-se en assumptes transnacionals. Els acadèmics estudien el canvi econòmic global amb relació a la feminització de la pobresa. També estan treballant per crear programes feministes transnacional. Per exemple, Rosemary Hennessy analitza organitzacions de base en quatre comunitats maquiladores al llarg de la frontera del nord de Mèxic. Aquesta investigció reclama que la naturalesa global del patriarcat i el capitalisme sostenen una "economia política del sexe".

## Crítiques
La relació entre materialisme i feminisme ha estat descrita com a "problemàtica" i considerada com una "parella infeliç". També hi ha hagut preocupacions pel que fa a l'ambigüitat general del feminisme materialista. S'ha qüuestionat si la diferenciació entre feminisme materialista i feminisme marxista és prou àmplia per a ser una contribució rellevant a la teoria feminista. De tota manera, la crítica principal al feminisme materialista assenyala la manca de interseccionalitat dins de la teoria. Mentre que el feminisme materialista sempre s'ha centrat en la idea de què el gènere és una construcció social, Rosemary Hennessy comenta sobre com recentment hi ha hagut un aumgent de pressió per a reconèixer les diferències dins de la definició de "dona" i com això interfereix no només amb classe, sinó també amb raça i altres sexualitats i gèneres.
Les contribucions de Christine Delphy al feminisme materialista també han estat subjecte de crítica, per exemple per Michèle Barrett i Mary McIntosh, que suggereixen que la definició de feminisme materialista té una interpretació molt imprecisa de patriarcat, i que l'article de Delphy "Cap a un Feminisme Materialista" té un enfocament limitat a l'opressió de les esposes i que falla a connectar això a l'opressió global de les dones en general.
Stevi Jackson també assenyala com a preocupant el ressorgiment recent d'interès materialista, declarant que moltes de les noves idees redueixen els materials a idees capitalistes, i que "això ens podria portar de nou a les formes menys productives del marxisme de 1970".